# Kabudrahang (Verwaltungsbezirk)
Kabudrahang (persisch شهرستان کبودرآهنگ) ist ein Schahrestan in der Provinz Hamadan im Iran. Er enthält die Stadt Kabudrahang, welche die Hauptstadt des Verwaltungsbezirks ist. 

## Kreise
- Zentral (بخش مرکزی)
- Schirin Su (بخش شيرين سو)
- Gol Tappeh(بخش گل تپه)

## Demografie
Bei der Volkszählung 2016 betrug die Einwohnerzahl des Schahrestan 126.062. Die Alphabetisierung lag bei 80 Prozent der Bevölkerung. Knapp 20 Prozent der Bevölkerung lebten in urbanen Regionen.
| Zensusjahr | Einwohnerzahl |
| ---------- | ------------- |
| 2011       | 143.171       |
| 2016       | 126.062       |